# 호소카와 하루모토
호소카와 하루모토(일본어: 細川 晴元, 1514년 ~ 1563년 3월 24일)는 센고쿠 시대의 다이묘이다.
당시 기나이 지방에서 내분 상태로 혼란에 빠져있던 호소카와 가문을 재정비하여 간레이에 취임하였으나, 가신 미요시 나가요시의 모반으로 몰락하고 세력을 되찾지 못한 채로 사망하였다.

## 같이 보기
- 호소카와 정권 (센고쿠 시대)
- 미요시 정권
- 조소카베 모토치카

| 전임 호소카와 도에이(다카쿠니) | 게이초 호소카와 가 당주 | 후임 호소카와 아키모토(노부요시) |

| 전임 하타케야마 요시타카 | 제34대 관령 | 후임 호소카와 우지쓰나 |